# Ficus parietalis
Ficus parietalis är en mullbärsväxtart som beskrevs av Carl Ludwig von Blume. Ficus parietalis ingår i släktet fikonsläktet, och familjen mullbärsväxter. Inga underarter finns listade i Catalogue of Life.